# Аутентичная радикальная либеральная партия
Аутентичная радикальная либеральная партия (Подлинная радикально-либеральная партия, исп. Partido Liberal Radical Auténtico) или ПЛРА (PLRA) — либеральная политическая партия в Парагвае. Член Либерального Интернационала. В настоящее время партия является ведущей силой, оппозиционной к правящей консервативной Партии Колорадо. Эту роль она играет со времени конца диктатуры Альфредо Стресснера в 1989 году.

## История
Нынешняя партия — политический преемник Либеральной партии, от которой Аутентичная радикальная либеральная партия откололась в 1963 году. Либеральная партия и её кандидаты участвовала наравне с ПЛРА в президентских и парламентских выборах, но результаты её были на порядок ниже и неизменно ухудшались, вплоть до 0,1 % на выборах 1993 года, после чего Либеральная партия прекратила своё участие в избирательных кампаниях.
Либеральная партия была основана в городе Вильяррика 10 июля 1887 года. Среди её идеологов был молодой интеллектуал, впоследствии президент Парагвая, Сесилио Баэс. 18 октября 1891 года партия организовала неудачную попытку государственного переворота, когда президентом страны был Хуан Гуальберто Гонсалес. Однако в 1904 году была свергнут президент Хуан Антонио Эскурра, представитель Партии Колорадо, и на более чем 30 лет к власти пришла Либеральная партия.
С 1904 по 1936 год пост президента страны занимали 15 человек, в том числе временные и исполняющие обязанности, принадлежащие к Либеральной партии. После 1940 года и до 2012 года пост президента страны не занимал представитель ПЛРА или Либеральной партии. Более того, с 1947 по 1962 год (во время диктатуры Стресснера) в Парагвае Партия Колорадо была единственной разрешенной политической силой.
В 1963 году от Либеральной партии, лидеры которой решили вернуться в Парагвай из эмиграции, став умеренной легальной оппозицией Стресснеру, откололась Радикальная либеральная партия. Последняя, выступая как принципиальная оппозиция стронистскому режиму, в знак протеста против конституционных изменений 1977 года, позволявших президенту переизбираться неограниченное количество раз, призвала либеральные группы страны к консолидации. В 1978 году на её базе Кармен Каско де Ларой Кастро, Карлосом Альберто Гонсалесом, Доминго Лаино, Мигелем Анхелем Мартинесом Ярьесом и другими была образована Аутентичная радикальная либеральная партия.
В 1997 году ПЛРП объединилась с левоцентристской партией «Национальное единство» в коалицию «Демократический альянс», получившую высокие результаты на выборах 1998 года (44 % на президентских и 42 % на парламентских), но уступившую Партии Колорадо.
На парламентских выборах 2003 года партия получила 25,7 % голосов избирателей и 21 из 80 мест в палате депутатов, 24,3 % голосов и 12 из 45 мест в сенате. Кандидат от партии на президентских выборах, проходивших в тот же день, Хулио Сесар Франко набрал 24,0 % голосов избирателей.
На президентских выборах 2008 года партия добилась победы над Партией Колорадо впервые за 61 год, поддержав в составе Патриотического альянса за перемены левого кандидата Фернандо Луго. А на параллельных парламентских выборах 2008 года ПЛРА получила 26 мест в Палате депутатов и 14 мест в Сенате, Партии Колорадо же досталось лишь на 3 депутата больше в Палате депутатов и одного в Сенате.
После импичмента Луго (за который голосовала и ПЛРА) в июне 2012 году Патриотический альянс распался, а вице-президент Федерико Франко, представитель ПЛРА, принял присягу в качестве президента и был на этой должности до окончания президентского срока Луго в августе 2013 года.